# Dominique Gisinová

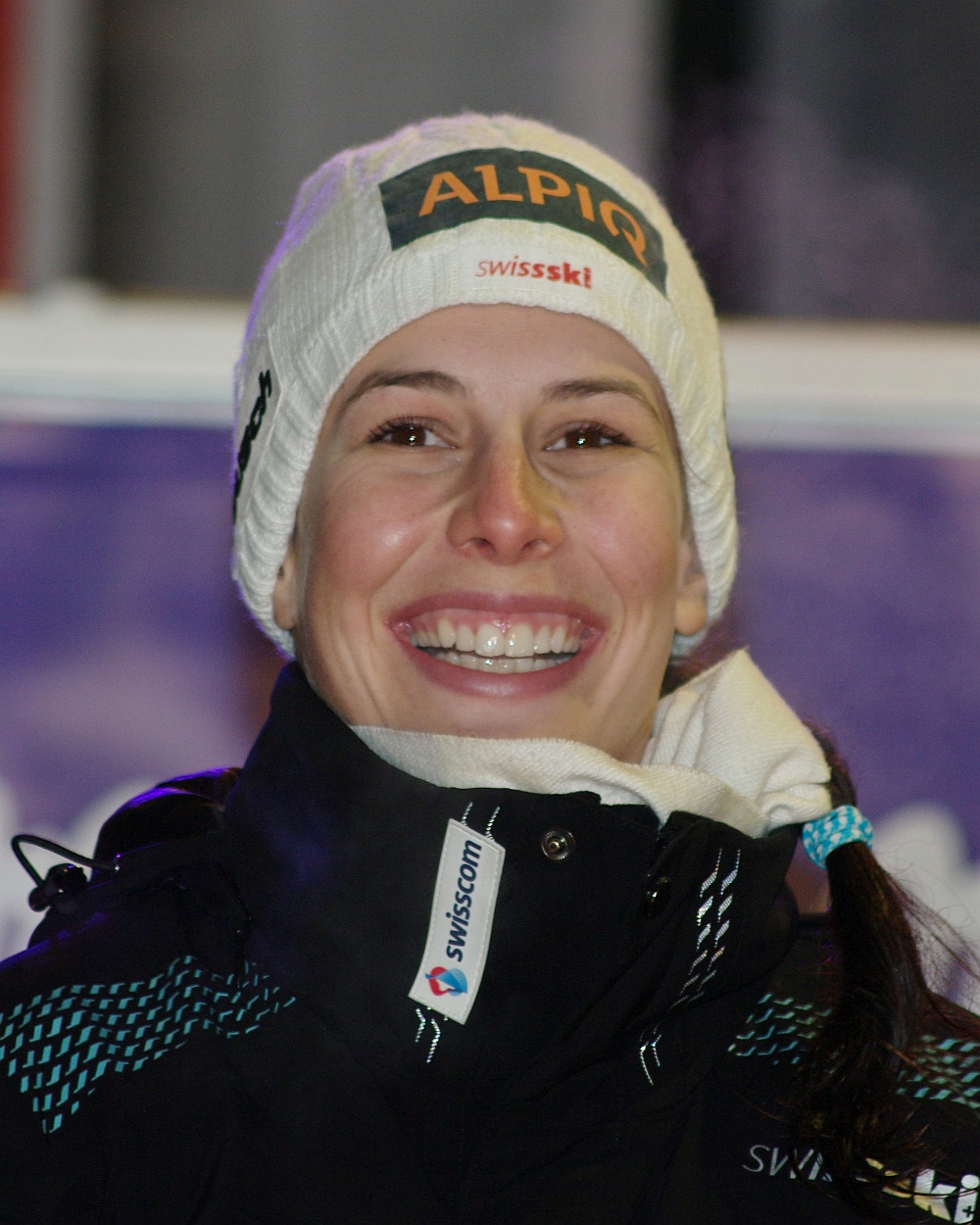
Dominique Gisinová v roce 2011

Dominique Gisinová, nepřechýleně Dominique Gisin (* 4. června 1985 Visp) je švýcarská závodnice v alpském lyžování, olympijská vítězka ve sjezdu na ZOH v Soči v roce 2014, když se o zlatou medaili dělila se Slovinkou Tinou Mazeovou, která dojela v identickém čase. Poprvé v historii zimních olympijských her tak pořadatelé v ženském sjezdu udělili dvě zlaté medaile.
První závod ve Světovém poháru vyhrála 18. ledna 2009. Do konce sezóny 2014 v nich zvítězila celkem třikrát. Specializuje se zejména na klouzavé disciplíny, sjezd a super-G.

## Vítězství ve Světovém poháru
| Datum          | Místo                 | Disciplína |
| -------------- | --------------------- | ---------- |
| 18. leden 2009 | Altenmarkt-Zauchensee | Sjezd      |
| 24. leden 2009 | Cortina d'Ampezzo     | Sjezd      |
| 7. březen 2010 | Crans-Montana         | Super-G    |